# 臺灣日治時期刑務所
臺灣日治時期刑務所，為臺灣日治時期的監獄，二戰前在台灣共設有8處刑務所及支所，分別位於台北、新竹、台中、嘉義、台南、高雄、宜蘭、花蓮港。刑務所在設立當時，皆位於市區外圍，在戰後繼續沿用為監獄；而隨著市區的發展，多數監獄已遷至他處，原刑務所建築大多也已拆除。

## 介紹

### 沿革
台灣日治初期監獄制度經多次改制，在1908年的《臺灣監獄令》第三次改正發布後，相關制度大致確立。1924年，將「監獄」之名稱改為「刑務所」，以因應當代著重感化的管理方式。1926年，原屬於台北刑務所的新竹支所獨立為新竹少年刑務所，為臺灣專門收容少年犯（20歲以下）的刑務所。1933年，隨台南地方法院高雄支部設立後，亦增設台南刑務所高雄支所。1935年，隨台北地方法院花蓮港之所設立，也建立起台北刑務所花蓮港支所。
另外，對於居無定所與有公安危害之虞者（稱為浮浪者），得將其送至強制作業勞動的收容所，設有3處臺灣浮浪者收容所有，由臺東廳管轄，分別為加路蘭收容所（1907年設置，1919年移至岩灣）、火燒島收容所（1912年設置，1920年移至岩灣）和岩灣收容所（1928年改稱台東開導所，戰後作為岩灣技能訓練所至今）。
| 1896年6月            | 1897年5月                                                     | 1898年6月                                                     | 1900年9月                        | 1923年12月                                                                                     |
| -------------------- | ------------------------------------------------------------- | ------------------------------------------------------------- | -------------------------------- | ---------------------------------------------------------------------------------------------- |
| 台北縣宜蘭監獄署     | 宜蘭廳監獄署                                                  | 宜蘭廳監獄署                                                  | 台北監獄宜蘭支監                 | 台北刑務所宜蘭支所                                                                             |
| 台北縣台北監獄署     | 台北縣監獄署                                                  | 台北縣監獄署                                                  | 台北監獄                         | 台北刑務所                                                                                     |
| 台北縣新竹監獄署     | 新竹縣監獄所                                                  | 台北縣監獄署新竹支所                                          | 台北監獄新竹支監，1909年10月廢止 | 1919年1月設立台北監獄新竹出張所，1924年3月改為台北刑務所新竹支所，1926年10月改為新竹少年刑務所 |
| 台中縣苗栗監獄署     | 新竹縣監獄署苗栗支署，1897年11月廢止                          | 新竹縣監獄署苗栗支署，1897年11月廢止                          |                                  |                                                                                                |
| 台中縣台中監獄署     | 台中縣監獄署                                                  | 台中縣監獄署                                                  | 台中監獄                         | 台中刑務所                                                                                     |
| 台中縣鹿港監獄署     | 1896年10月改為台中縣彰化監獄署，1897年5月改為台中監獄彰化支監 | 1896年10月改為台中縣彰化監獄署，1897年5月改為台中監獄彰化支監 | 台中監獄彰化支監，1902年3月廢止  |                                                                                                |
| 台中縣埔里社監獄署   | 台中縣監獄署埔里社支署，1897年10月廢止                        | 台中縣監獄署埔里社支署，1897年10月廢止                        |                                  |                                                                                                |
| 台中縣雲林監獄署     | 嘉義縣監獄署雲林支署                                          | 台南縣監獄署斗六支署                                          | 廢止                             |                                                                                                |
| 台南縣嘉義監獄署     | 嘉義縣監獄署                                                  | 台南縣監獄署嘉義支署                                          | 台南監獄嘉義支監，1909年10月廢止 | 1919年1月設立台南監獄嘉義支監，1922年4月改為台南監獄嘉義支監，1923年12月改為台南刑務所嘉義支所 |
| 台南縣台南監獄署     | 台南縣監獄署                                                  | 台南縣監獄署                                                  | 台南監獄                         | 台南刑務所                                                                                     |
|                      |                                                               |                                                               |                                  | 高雄刑務所，1933年設立                                                                         |
| 台南縣鳳山監獄署     | 鳳山縣監獄署                                                  | 台南縣監獄署鳳山支署                                          | 台南監獄鳳山支監，1904年10月廢止 |                                                                                                |
| 台南縣恆春監獄署     | 鳳山縣監獄署恆春支署，1897年10月廢止                          | 鳳山縣監獄署恆春支署，1897年10月廢止                          |                                  |                                                                                                |
| 澎湖島廳澎湖島監獄署 | 澎湖島廳監獄署                                                | 澎湖島廳監獄署                                                | 台南監獄澎湖支監，1904年10月廢止 |                                                                                                |
|                      |                                                               |                                                               |                                  | 花蓮港刑務所，1937年設立                                                                       |

### 建築
刑務所建築多為賓州式，整體平面呈放射狀，以中央臺為中心，收容人舍房呈排往外延伸。在刑務所內，還包含刑務所工場與倉庫等附屬建築，部分還設有小型神社。在刑務所周圍則是有官舍與武道館。台北刑務所與台南刑務所是由山下啓次郎設計，其在日本也設計了多座監獄建築。

## 刑務所列表

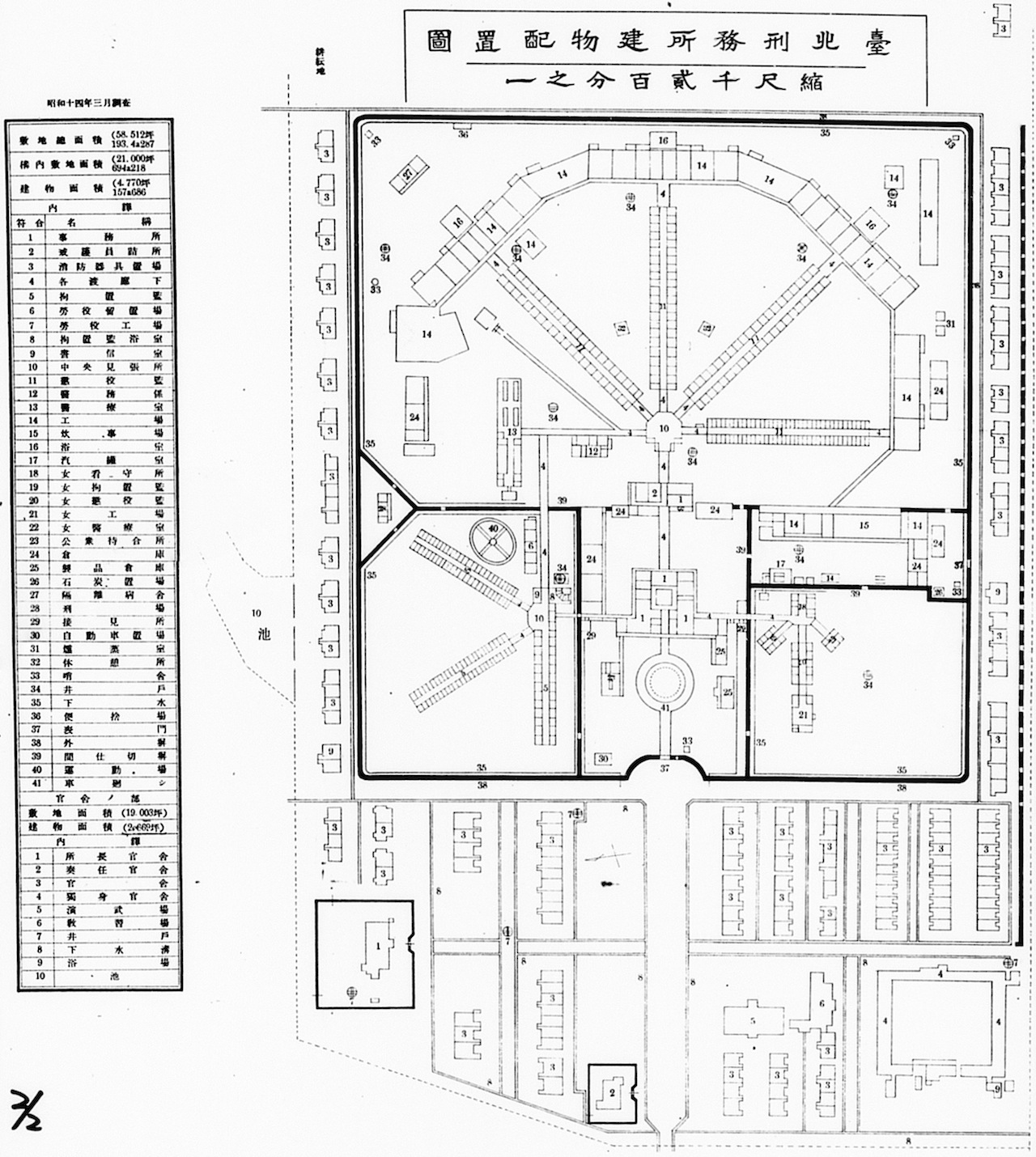
台北刑務平面圖

### 台北刑務所

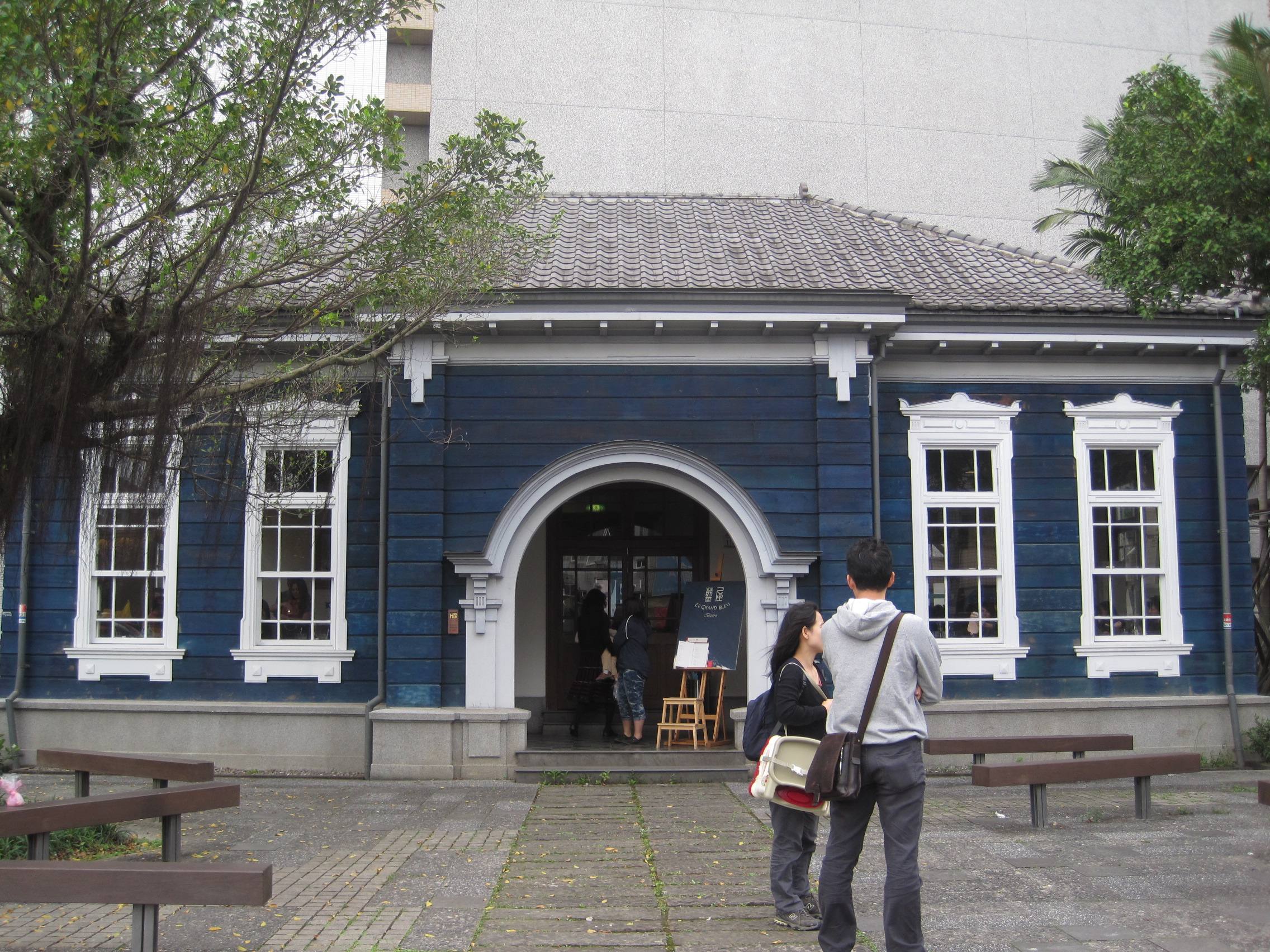
舊宜蘭監獄門廳

台北刑務所建於1899年，1963年遷至桃園龜山的臺北監獄，原址為中華郵政與中華電信大樓。
- 臺北監獄圍牆遺蹟（市定古蹟）
- 原臺北刑務所官舍（歷史建築）

### 台北刑務所宜蘭支所
台北刑務所宜蘭支所建於1896年，時稱宜蘭監獄。1992遷至三星鄉的宜蘭監獄，原址為商業大樓。
- 舊宜蘭監獄門廳（歷史建築）

### 台北刑務所花蓮港支所
臺北刑務所花蓮港支所於1935年動工，1937年完工。戰後做為花蓮監獄，至1982年吉安鄉的花蓮監獄，原址在拆除後開闢為公園。

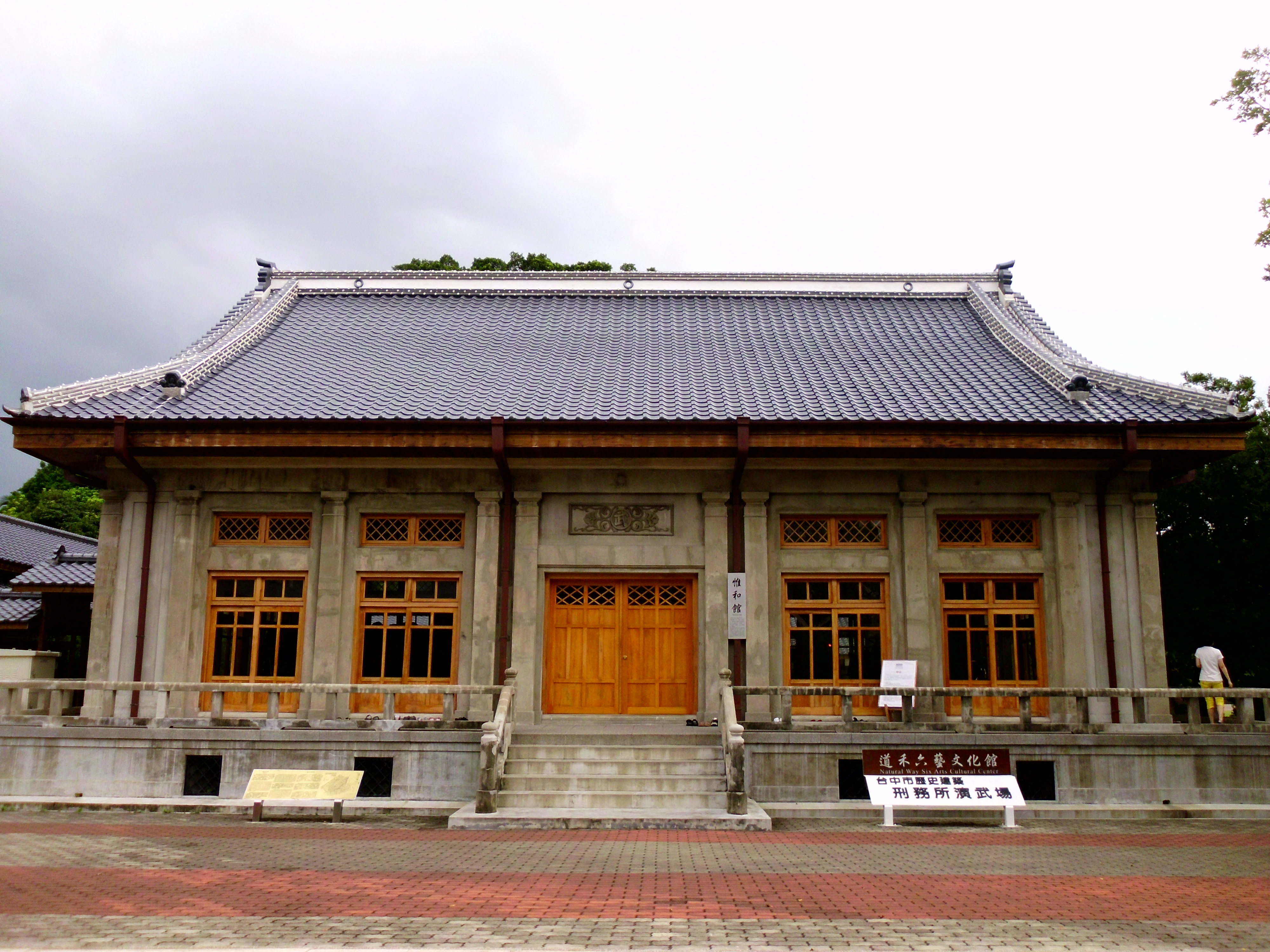
台中刑務所演武場

- 花蓮舊監獄遺蹟（縣定古蹟）

### 台中刑務所
台中刑務所建於1899年，位在台中市。1992年遷至南屯的臺中監獄。台中刑務所在拆除後，原址土地重劃，本來計畫開發為「臺中地區司法園區」，後來在2008年，部分建築登錄為台中市文化資產。

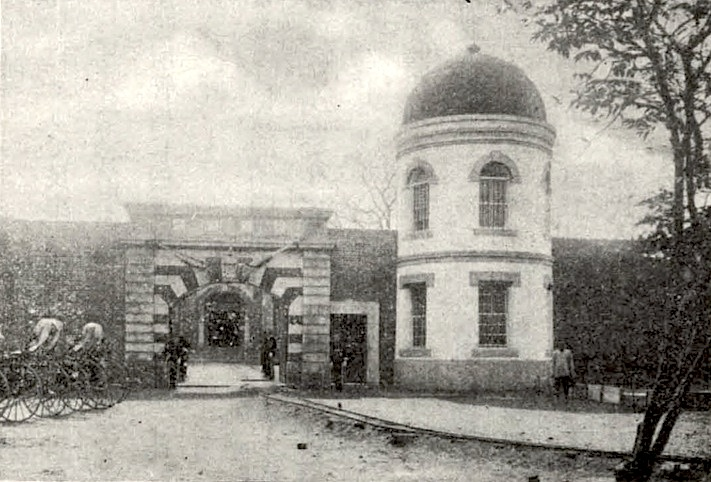
台南刑務所大門

- 臺中刑務所演武場（歷史建築）
- 臺中刑務所浴場（市定古蹟）
- 臺中刑務所典獄官舍（市定古蹟）

### 台南刑務所

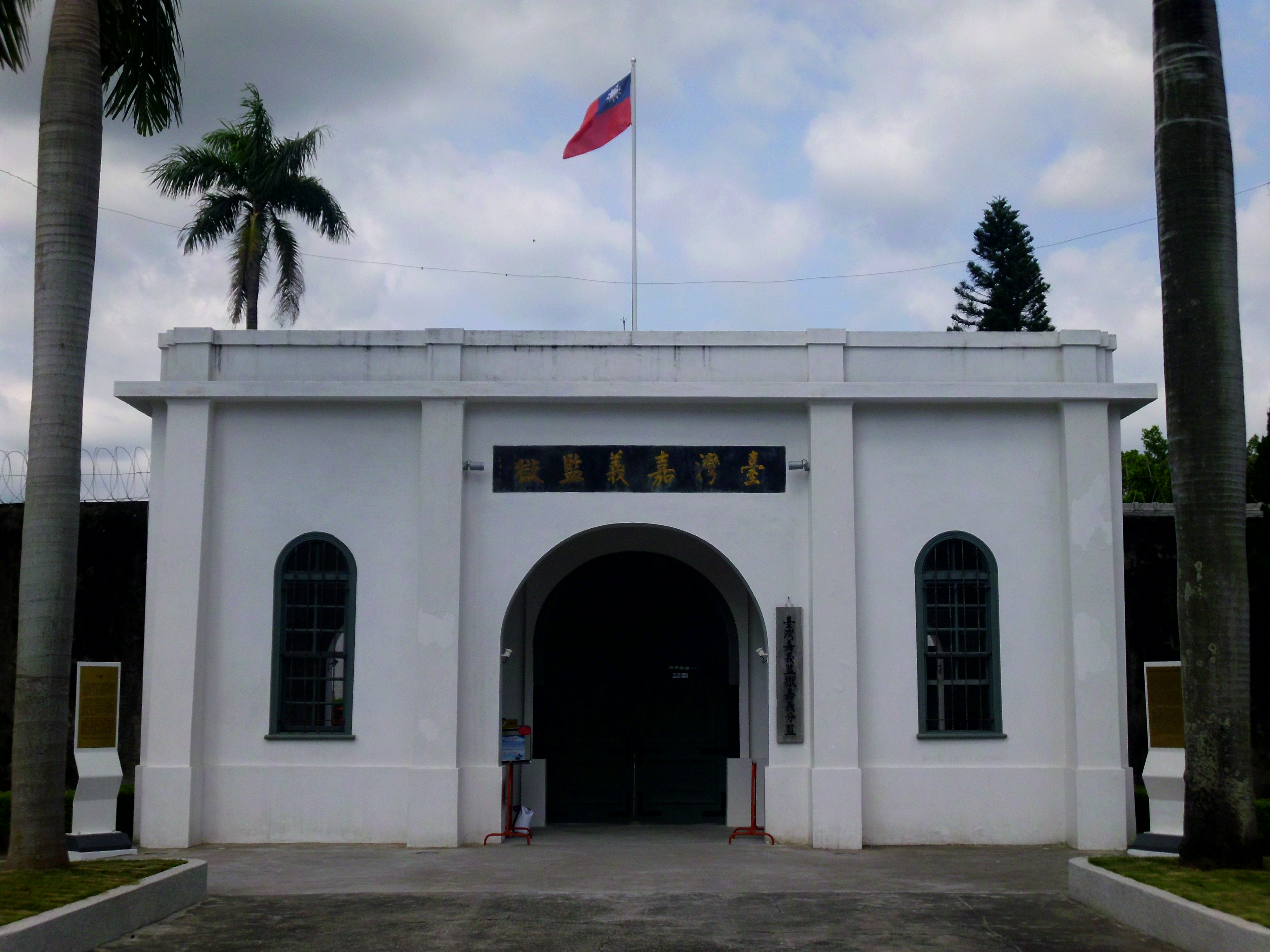
嘉義刑務所大門

台南刑務所於1904年建在台灣府城的小南門與小西門之間。1987年遷至歸仁的臺南監獄並將刑務所建築拆除，現址為百貨公司。其附近還留存部分過去的其他設施。
- 原臺南刑務所合宿（市定古蹟）
- 原臺南刑務所要道館（市定古蹟）
- 原臺南刑務所官舍（市定古蹟）
- 原臺南刑務所長宿舍（歷史建築）
- 臺南刑務所中央臺（建築遷至臺南監獄旁）
- 原臺南刑務所宿舍（藍晒圖文創園區內）

### 台南刑務所嘉義支所
台南刑務所嘉義支所於1919年動工，1922年完工，1994年遷往嘉義鹿草的嘉義監獄。為全台唯一完整保存的日治時期監獄建築。
- 嘉義舊監獄（國定古蹟）

### 台南刑務所高雄支所
台南刑務所高雄支所於1932年興建，1933年完工。1973年遷至高雄大寮的高雄監獄，原址為中華電信使用。

### 新竹少年刑務所
新竹少年刑務所在戰後作為新竹監獄沿用至今，其刑務所建築已改建，而其兩側演武場與宿舍群大部分仍保留原貌。
- 新竹少年刑務所演武場（市定古蹟）
- 新竹少年刑務所職務官舍群（歷史建築）